# Estádio Eva Perón
O Estádio Eva Perón (em espanhol: Estadio Eva Perón) é um estádio de futebol localizado na cidade de Junín, na província de Buenos Aires, Argentina. É a casa do Sarmiento, e o palco onde manda seus jogos na Primera B Nacional, a segunda divisão do sistema de ligas de futebol da Argentina.

## História

### Antecedentes
Em 23 de outubro de 1947, Juan Duarte, secretário particular do general Juan Domingo Perón que era o presidente do país na época, visitou a sede do Sarmiento para tratar de um empréstimo do clube junto ao Governo para a construção de um estádio moderno. De posse dos documentos oficiais, bem como a ordem emitida pelo Governo para o início dos trabalhos no estádio, que o comitê executivo, em uma reunião em junho do mesmo ano, decidiu impor o nome "María Eva Duarte de Perón". Em 20 de outubro de 1947 foram assinados os documentos oficias pela Presidência da Nação, endossados pelo general Juan Domingo Perón e pelos ministros de Obras Públicas e das Finanças, Juan Pistarini e Ramón Cereijo, respectivamente. Na sexta-feira, 21 de janeiro de 1948, a documentação relacionada ao último empréstimo e ao contrato de construção foi assinada na Capital Federal com a empresa G.E.O.P.E., a mesma que construiu o El Cilindro de Avellaneda, o estádio do Racing Club. Nos primeiros meses do ano, o trabalho começou. Um último financiamento foi obtido no final de 1950, e o Sarmiento conseguiu orgulhosamente concluir seu estádio.

### Inauguração
O estádio foi inaugurado em 9 de julho de 1951. Os festejos por conta da inauguração duraram três dias consecutivos. No sábado, dia 7 de julho, foram realizados os principais eventos, que contou com a presença de importantes figuras nacionais argentinas. No domingo, dia 8, vários eventos esportivos foram realizados. Finalmente, no dia 9 de julho foi inaugurado oficialmente o estádio com dois confrontos: Sarmiento vs. Vélez Sársfield e River Plate vs. Racing Club.

### Dados do estádio
É o único estádio em todo o território argentino que leva o nome de Eva Perón, uma ex-atriz e líder política argentina e ex-primeira-dama da Argentina. Tem capacidade para 22.000 pessoas e um campo com dimensões 100 m x 67 m. É conhecido como o estádio de cimento, devido à sua construção feita inteiramente de concreto, quando normalmente usado tábuas de madeira nas arquibancadas.